# ペタル・クルパン
ペタル・クルパン（Petar Krpan、1974年7月1日 - ）は、クロアチアの元サッカー選手。元クロアチア代表。ポジションはフォワード。

## 来歴
1998年6月にクロアチア代表デビュー。直後の1998 FIFAワールドカップにも1試合に出場した。クロアチア代表で通算3試合に出場した。

## 代表歴

### 出場大会
- クロアチア代表
  - 1998 FIFAワールドカップ

### 試合数
- 国際Aマッチ 3試合 0得点（1998年）[1]

| クロアチア代表 | 国際Aマッチ | 国際Aマッチ |
| 年             | 出場        | 得点        |
| -------------- | ----------- | ----------- |
| 1998           | 3           | 0           |
| 通算           | 3           | 0           |